# Ivana Krizmanić
Ivana Krizmanić (Zagreb, 6. lipnja 1976.) je hrvatska glumica.

## Životopis
Godine 2001. diplomirala je na Academy of Live and Recorded Arts u Londonu. Iste se godine vraća u Hrvatsku, gdje ostvaruje svoju prvu profesionalnu ulogu u predstavi Stvar je u obliku redateljice Teje Gjergjizi u kazalištu Mala scena.
Nastavlja glumačku karijeru u predstavama nezavisnih kazališta, a najčešće surađuje s Teatrom &TD. U tom kazalištu nastupa u predstavama kao što su Ivona, kneginjica od Bergunda (red. Jasmin Novljaković), Eshil: Sedmorica protiv Tebe (red. Oliver Frljić) Kučkini sinovi, Imitatori glasova i Magic Evening (red. Anica Tomić), Šarengrad (red. Renata Carola Gatica), Ko rukom odneseno (red. Bobo Ječić) te Drama o Mirjani i ovima oko nje (red. Ivor Martinić). Godine 2024. u istom kazalištu postavlja svoj prvi autorski projekt, monodramu Frutti di Mare.
Osim u Teatru &TD, nastupa i na drugim kazališnim scenama, uključujući HKD Teatar (Tajbele i njezin demon, red. Egon Savin), Istarsko narodno kazalište (Samice, red. Matija Ferlin), HNK Zagreb (Zagorka, red. Ivica Boban) te Dubrovačke ljetne igre (Otac hrabrost, red. Boris Bakal).
Na filmu surađuje s redateljima poput Bobe Jelčića, Dane Budisavljević i Dubravke Turić, dok na televiziji ostvaruje zapaženu ulogu u sapunici San snova.

## Filmografija

### Televizijske uloge
- "San snova" kao Jasna Stošić (2023.)
- "Blago nama" kao Darinka (2022.)
- "Klub mesara koji pjeva" kao ženska putnica (2019.)
- "Crno-bijeli svijet" kao Nenadova mama Branka (2016. i 2020.)
- "Počivali u miru" kao Mimi (2013.)
- "Pod sretnom zvijezdom" kao Majda (2011.)
- "Ponos Ratkajevih" kao Irena (2008.)
- "Tužni bogataš" kao Nina (2008.)
- "Dobre namjere" kao Kolićeva kolegica (2007. – 2008.)
- "Cimmer fraj" kao inspektorica (2006.)
- "Zabranjena ljubav" kao terapeutkinja/novinarka (2004. – 2005.)

### Filmske uloge
- "Tragovi" kao Ivana (2022.)
- "Dnevnik Diane Budisavljević" kao sluškinja (2019.)
- "Sam samcat" kao bosanska supruga (2018.)
- "Vjetar puše kako hoće" kao Ivana (2014.)
- "Ja sam svoj život posložila" (kratki film) (2011.)
- "Neke druge priče" kao gošća na partiju (2010.)
- "Volim te" kao Ana (2005.)

### Sinkronizacija
- "BFG: Blagi Fantastični Gorostas" kao Mary (2016.)
- "Rio" kao Alice (2011.)
- "Priče iz prašume" (crtana serija) kao pauk Mona, žirafa Točkica, Babuova mama, cvijet Glinda, mama gusarski dinosaur, pčela iz košnice, div Lovrova mama, papiga Pepica, Zvjerozmaj, Dinova mama čudovište, slonica Ela, Filipa Karijes, divovska ljubičasta hobotnica, čarobno čudovište i ostali likovi
- "Ples malog pingvina" kao Adelie cura #3 (2006.)

## Vanjske poveznice
- Ivana Krizmanić u internetskoj bazi filmova IMDb-u (engl.)
- Film.hr  Arhivirana inačica izvorne stranice od 27. studenoga 2011. (Wayback Machine)